# Hendrik van Saksen-Lauenburg

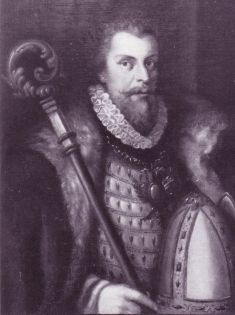
Hendrik III van Saksen-Lauenburg.

Hendrik van Saksen-Lauenburg (1 november 1550 - Bremervörde, 22 april 1585) was van 1567 tot aan zijn dood aartsbisschop van prinsaartsbisdom Bremen, van 1574 tot aan zijn dood bisschop van Osnabrück en van 1577 tot aan zijn dood bisschop van Paderborn. Hij behoorde tot het huis Saksen-Lauenburg.

## Levensloop
Hendrik was de vierde zoon van de tot het lutheranisme bekeerde hertog Frans I van Saksen-Lauenburg en Sybille van Saksen, dochter van hertog Hendrik van Saksen. Op tienjarige leeftijd werd hem een prebende beloofd als kanunnik in Keulen, waar hij aan de plaatselijke universiteit studeerde.
In 1566 werd hij onder de naam Hendrik III door de met protestanten gedomineerde domkapittel tot aartsbisschop van Bremen verkozen. Paus Pius V weigerde de lutheraanse Hendrik te benoemen, waardoor hij door de katholieke kerk niet erkend werd als bisschop. In 1574 werd hij als Hendrik II ook tot bisschop van Osnabrück verkozen, wat de katholieke kerk opnieuw weigerde te aanvaarden. Zijn kandidatuur om bisschop van Münster te worden, mislukte echter. In oktober 1577 werd hij onder de naam Hendrik IV eveneens tot bisschop van Paderborn verkozen. Ook ditmaal erkende de katholieke kerk zijn benoeming niet.
Op 25 oktober 1575 huwde hij te Hagen im Bremischen in het geheim met Anna Betzdorf, dochter van rechtenprofessor Conrad Betzdorf, die de mentor van Hendrik was aan de Universiteit van Keulen. Het huwelijk bleef kinderloos.
Op Palmzondag 1585 viel Hendrik na een protestantse eredienst in Bremervörde van zijn paard. Kort daarna stierf hij aan zijn verwondingen.
- Gemeinsame Normdatei: 120812843
- Virtual International Authority File: 54988112
- WorldCat: E39PBJxRCKYwxwGqKdqw3rTvHC